# Nowomychajliwka (rejon kramatorski)
Nowomychajliwka (ukr. Новомихайлівка) – wieś na Ukrainie, w obwodzie donieckim, w rejonie kramatorskim. W 2001 liczyła 63 mieszkańców, spośród których 61 posługiwało się językiem ukraińskim, a 2 rosyjskim.  W 2017 liczyła 22 mieszkańców.